# Săptămâna accesului deschis
Săptămâna accesului deschis este un eveniment anual de comunicare academică dedicat accesului deschis și temelor înrudite, coordonat de SPARC (Scholarly Publishing and Academic Resources Coalition). Se organizează la nivel global în ultima săptămână din octombrie, atât online cât și în format fizic. Activitățile tipice cuprind discuții, seminare, simpozioane, dar și stabilirea unor politici privind accesul deschis. Un exemplu în acest sens este Royal Society, care, în timpul Săptămânii accesului deschis din 2011, a anunțat oficial că va publica copii digitalizate ale arhivelor deținute din perioada 1665-1941.

## Istoric

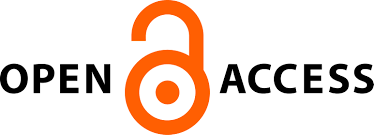
Simbolul accesului deschis

Ideea de a organiza Săptămâna accesului deschis a pornit de la National Day of Action for Open Access din data de 15 februarie 2007, eveniment organizat în SUA de organizația studețească Students to Free Culture și de către Alliance for Taxpayer Access. În 2008 ziua de 14 octombrie a fost desemnată Ziua accesului deschis și evenimentul a devenit astfel global. În 2009 evenimentul a fost extins la o săptămână, în perioada 19-23 octombrie. În 2010 a avut loc în perioada 18-24 octombrie. Începând cu 2011 se organizează anual în ultima săptămână a lunii octombrie.

## Teme

Harta activităților din Săptămâna accesului deschis 2011

La început, organizațiile care celebrau Săptămâna accesului deschis își stabileau propriile teme. Începând cu 2012, s-a stabilit o temă oficială în contextul evenimentelor publice de lansare organizate la Banca Mondială.

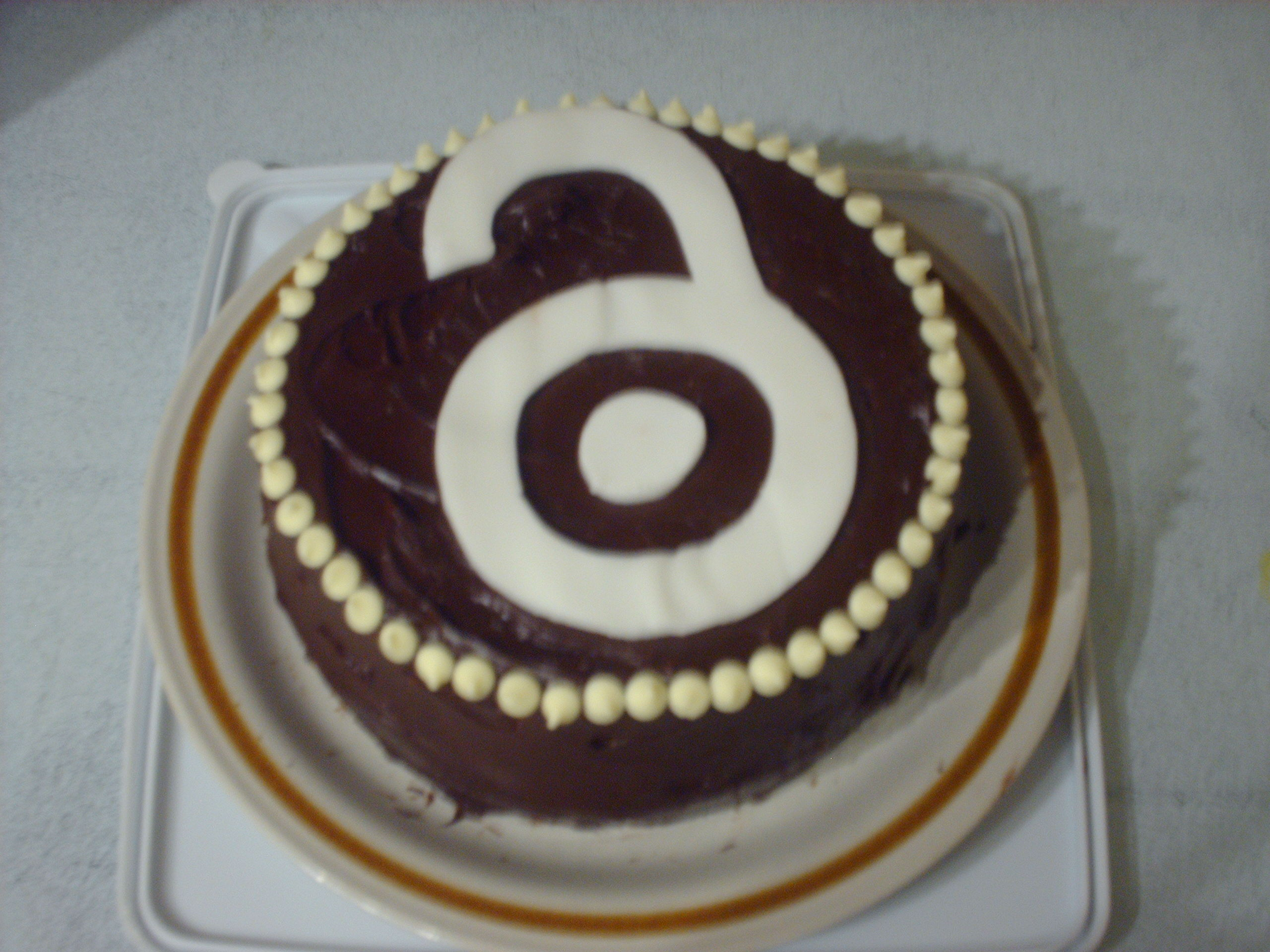
Tort pentru a sărbători Săptămâna accesului deschis în 2010

- 2024: „Community over Commercialisation”[9]
- 2023: „Community over Commercialisation”
- 2022: „Open for Climate Justice"[10]
- 2021: „It Matters How We Open Knowledge: Building Structural Equity”[11]
- 2020: „Open with Purpose: Taking Action to Build Structural Equity and Inclusion"[12]
- 2019: „Open for Whom? Equity in Open Knowledge"
- 2018: „Designing Equitable Foundations for Open Knowledge"
- 2017: „Open In Order To"
- 2016: „Open in Action"[13]
- 2015: „Open for Collaboration"
- 2014: „Generation Open"
- 2013: „Redefining impact"[14]
- 2012: „Set the default to open access"[15]